# 赫尔斯特城堡
赫尔斯特城堡是一个位于英国汉普郡赫尔斯特的军备城堡，由亨利八世在1541-1544年间建造，用于防止法国和神圣罗马帝国的入侵，并捍卫索伦特水域的海上安全。早期的城堡有一个中央城堡和三个碉堡，并在1547年额外配备了26门火炮。这项耗资庞大的工程使赫尔斯特城堡成为了索伦特海域最强大的堡垒。
赫尔斯特城堡因其得天独厚的地理位置及强大的防御能力，在18世纪仍然发挥着作用，但因年久失修，使得赫尔斯特暴露于海贼势力下，成为走私犯的窝点。
1789年，赫尔斯特城堡被改造，以使城堡更加现代化，能够装备24磅(10.8公斤)火炮。18世纪50年代，城堡改用了更重且威力更大的32磅(14.5公斤)火炮并新增了多个炮台。1861年-1874年期间，城堡新建了花岗岩面的炮台，总计61门火炮。此时装备的是12.5英寸（38吨）的毛瑟火炮。进入20世纪后，这些重炮全部被更加现代化且先进的机枪取代了。
第一次世界战争和第二次世界大战期间，城堡成为英国南海岸防御系统的一部分，守卫了索伦特海域。堡垒在1956年停止使用。21世纪，它成为英国遗产的一部分，当地机构开发了旅游资源，根据2015年的调查数据，现在赫尔斯特城堡年均接受40000名访客，城堡周边的4个灯塔从18世纪开始使用至今，为路过船只指示方向。

### 16世纪

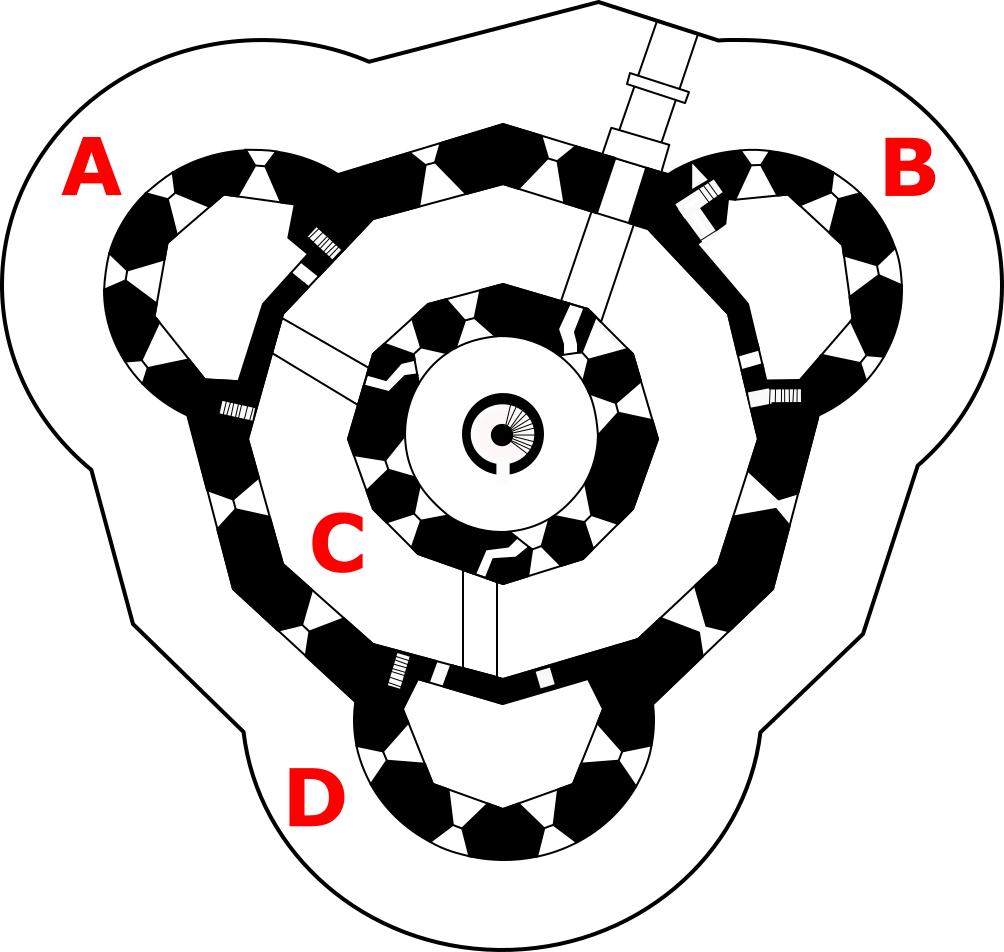
16世纪时候城堡的平面图。A–西北堡垒；B–东北堡垒；C–中央城堡；D–南方堡垒

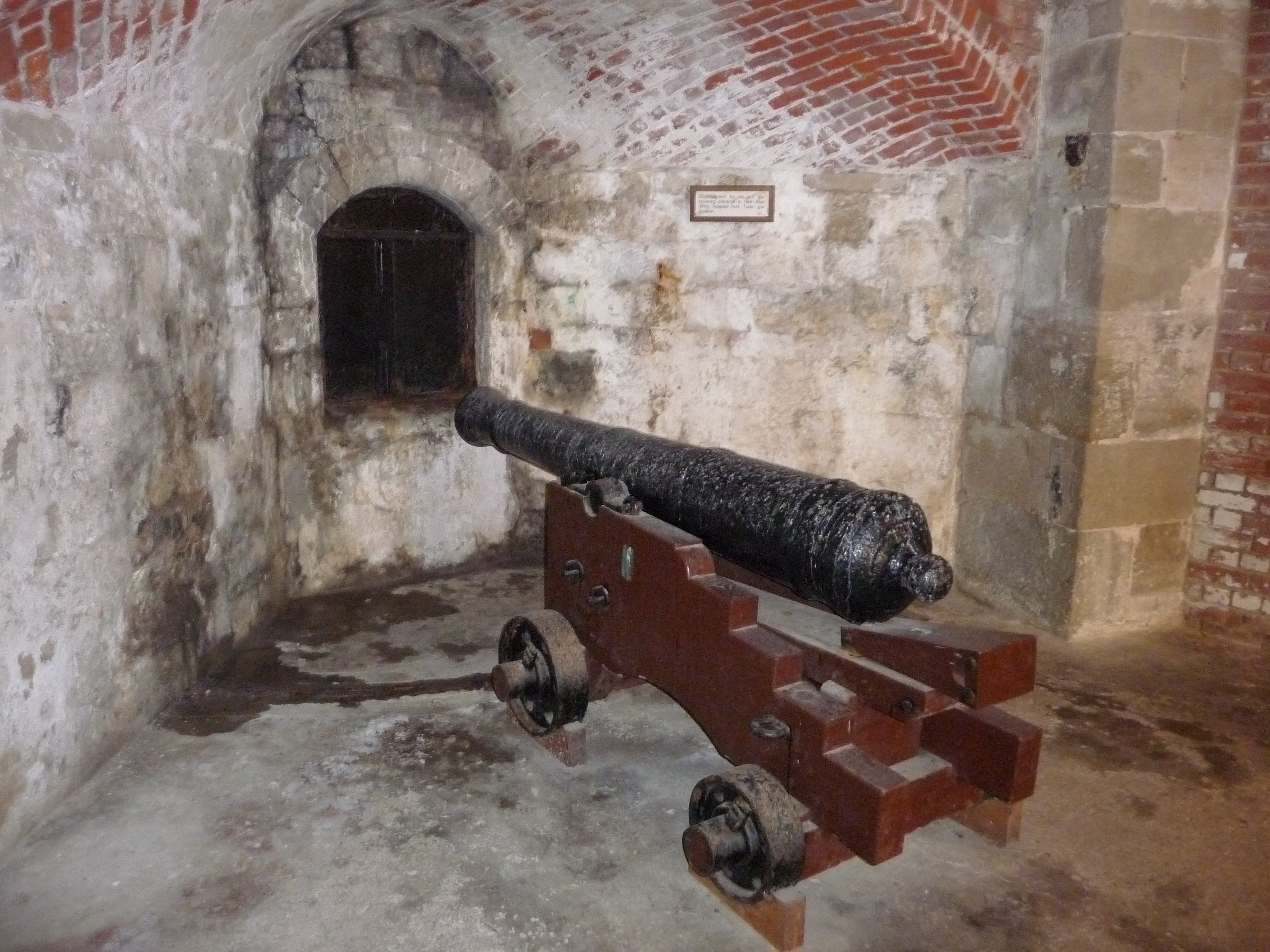
16世纪时修建的城堡炮眼

### 17世纪

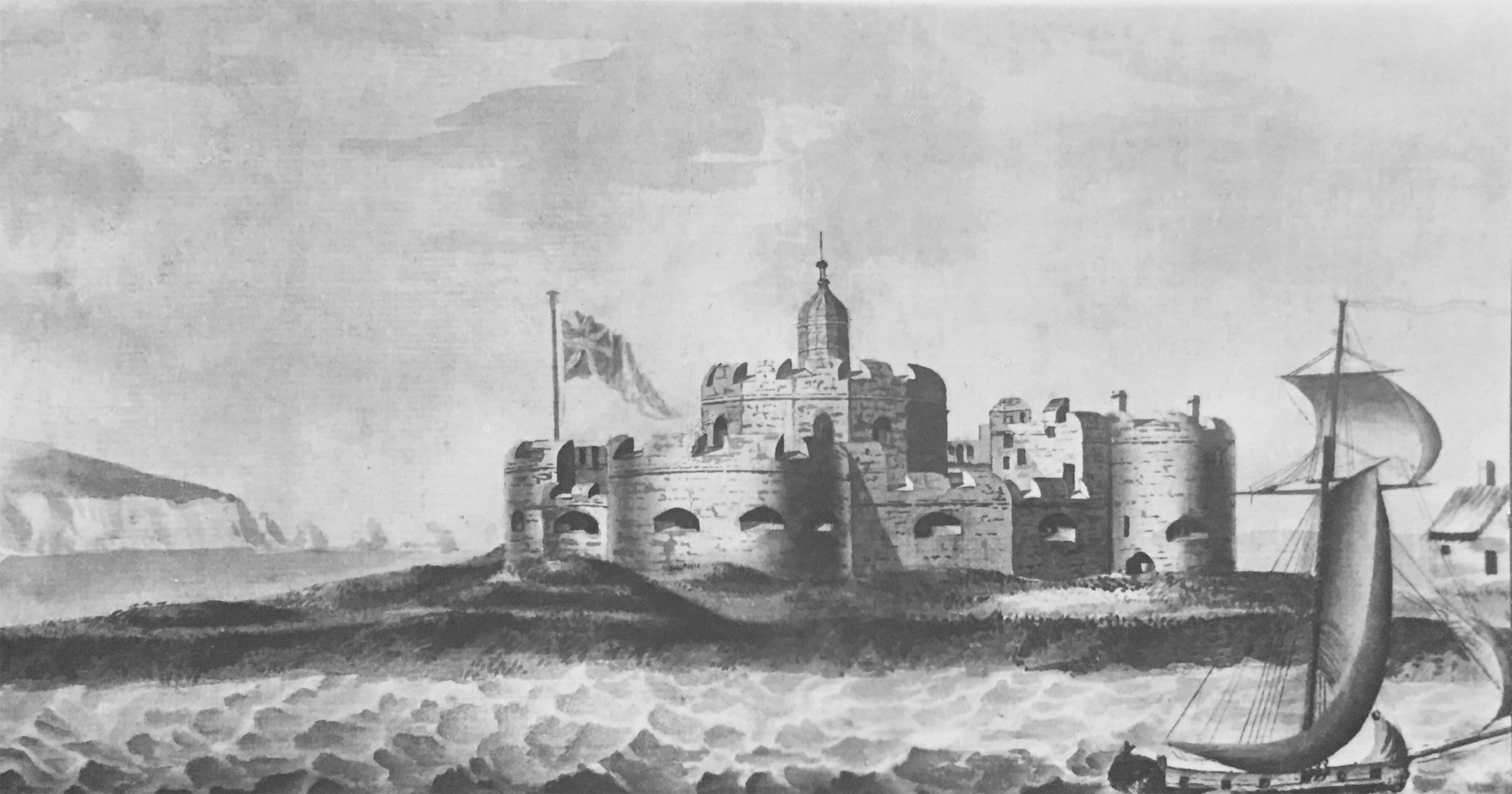
18世纪的城堡

### 18世纪

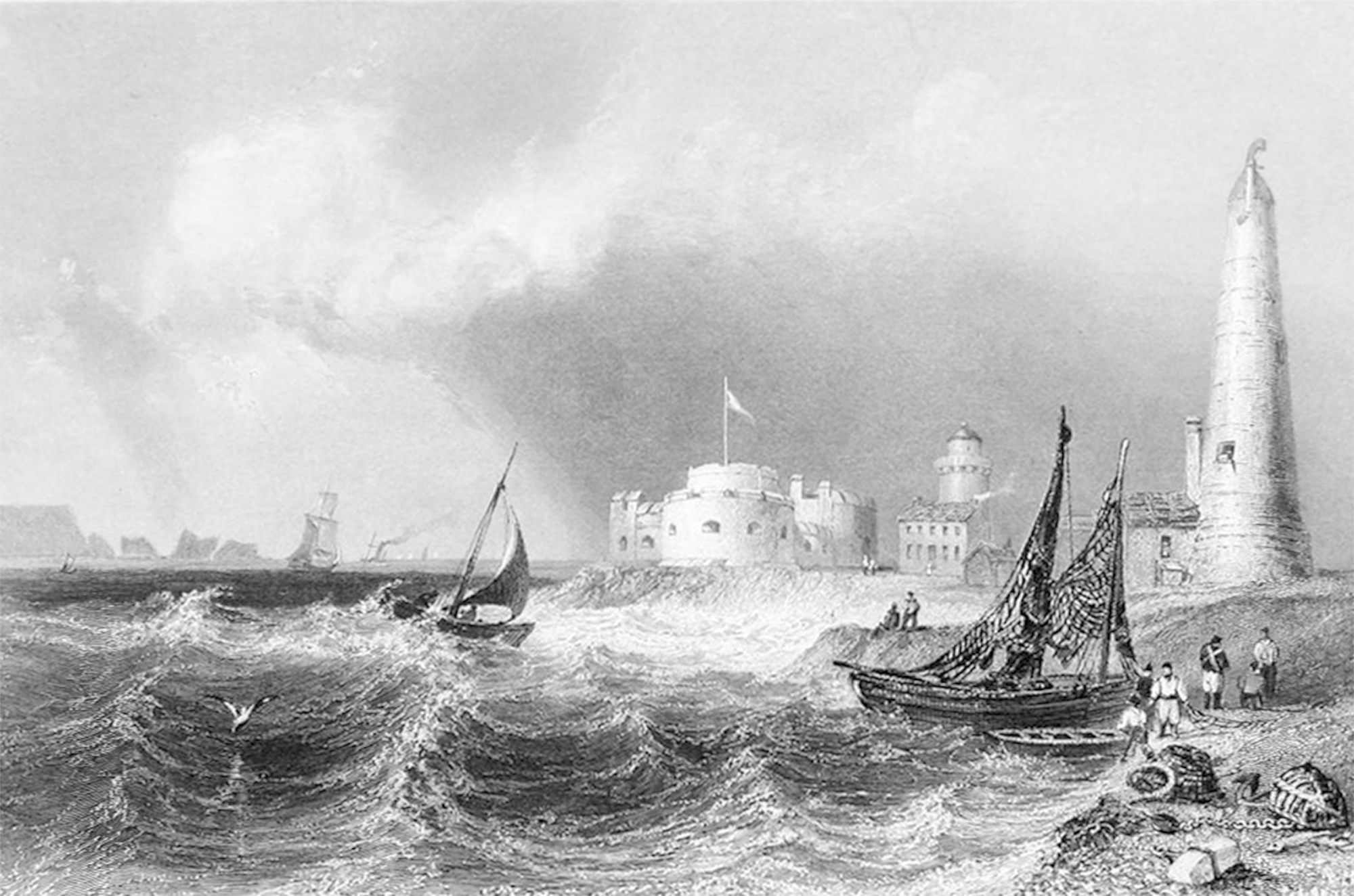
赫斯特城堡，1840年，与赫斯特塔(中)和大灯塔(右)

#### 1800-58

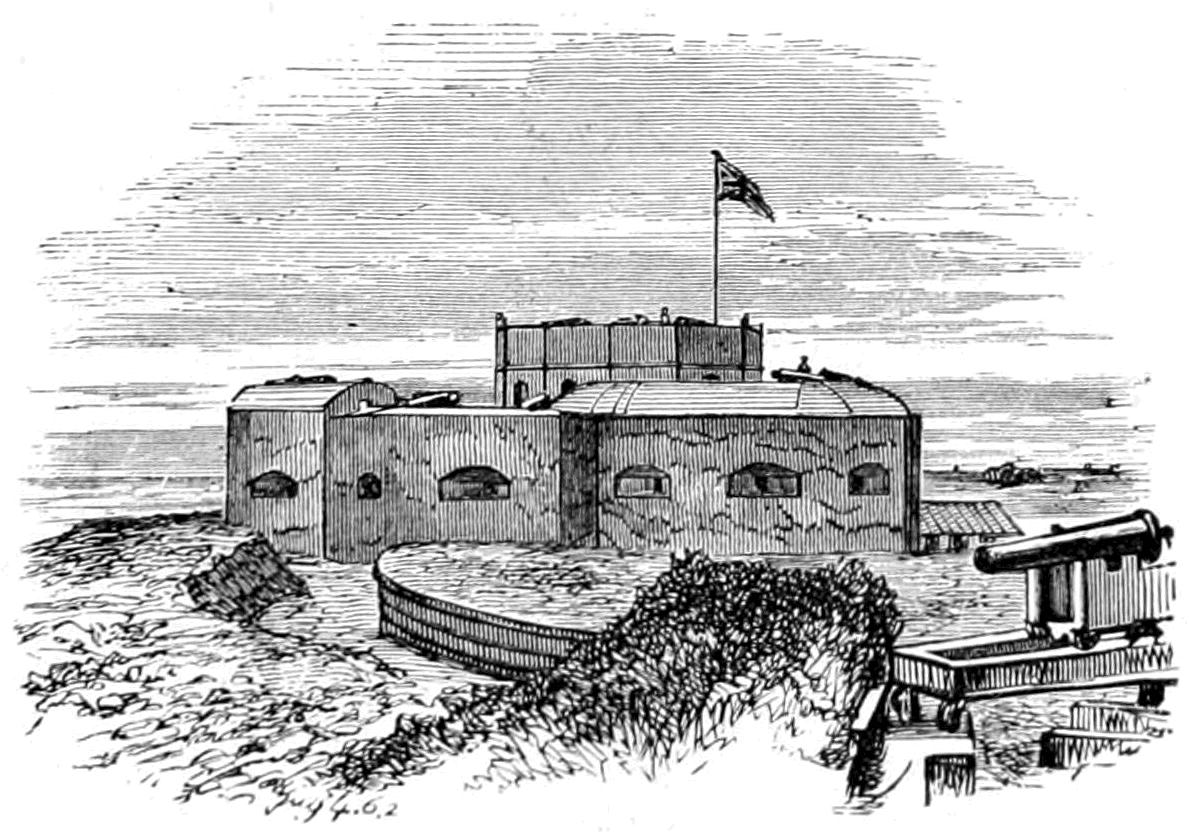
赫斯特城堡，描绘了在1862年，显示出新的东炮(右)，并重新设计的16世纪的防御工事

#### 1859-99

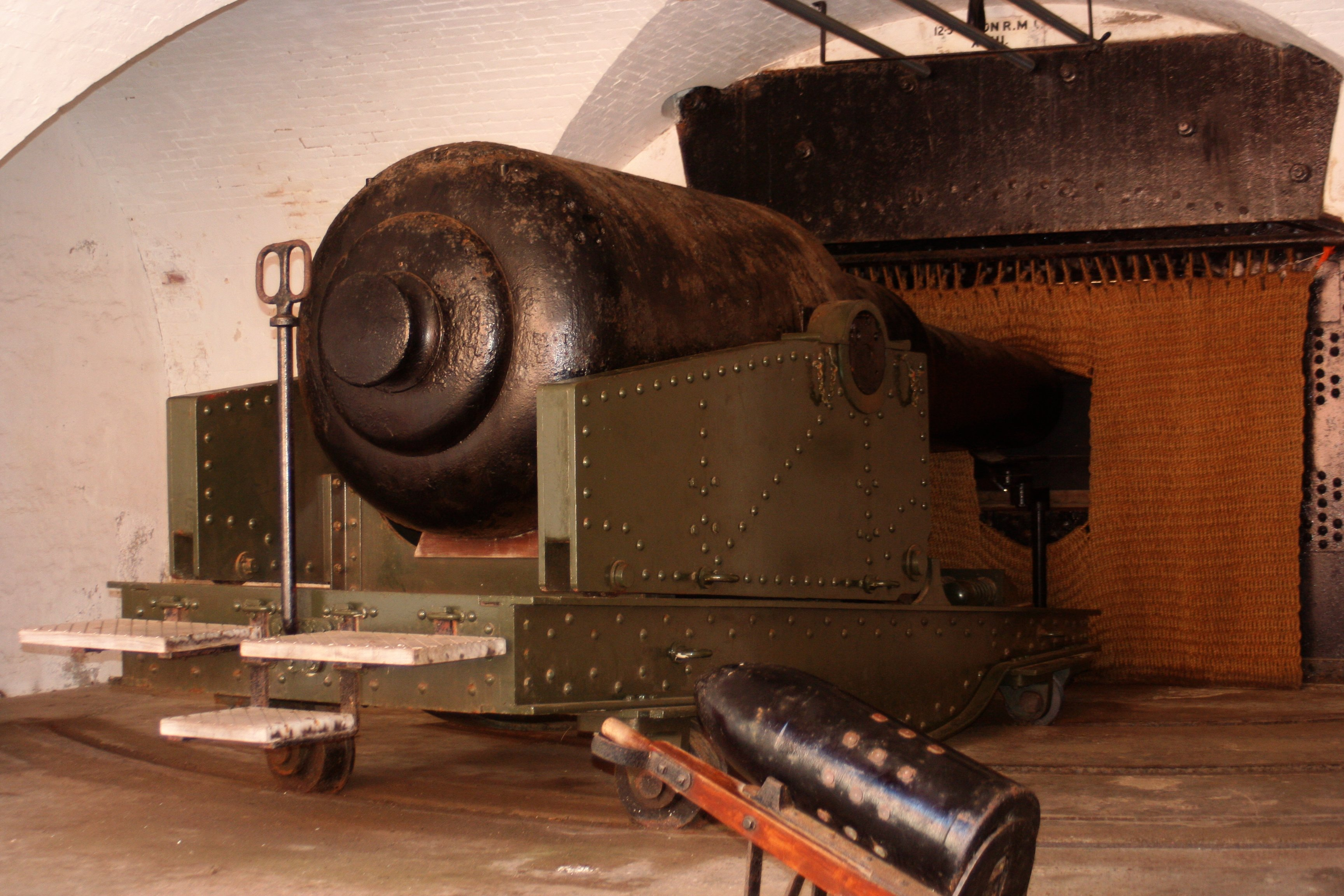
12.5英寸，38吨 (317 毫米，39,000 公斤) 膛线枪口装 (RML)枪和壳在西翼

### 20-21世纪

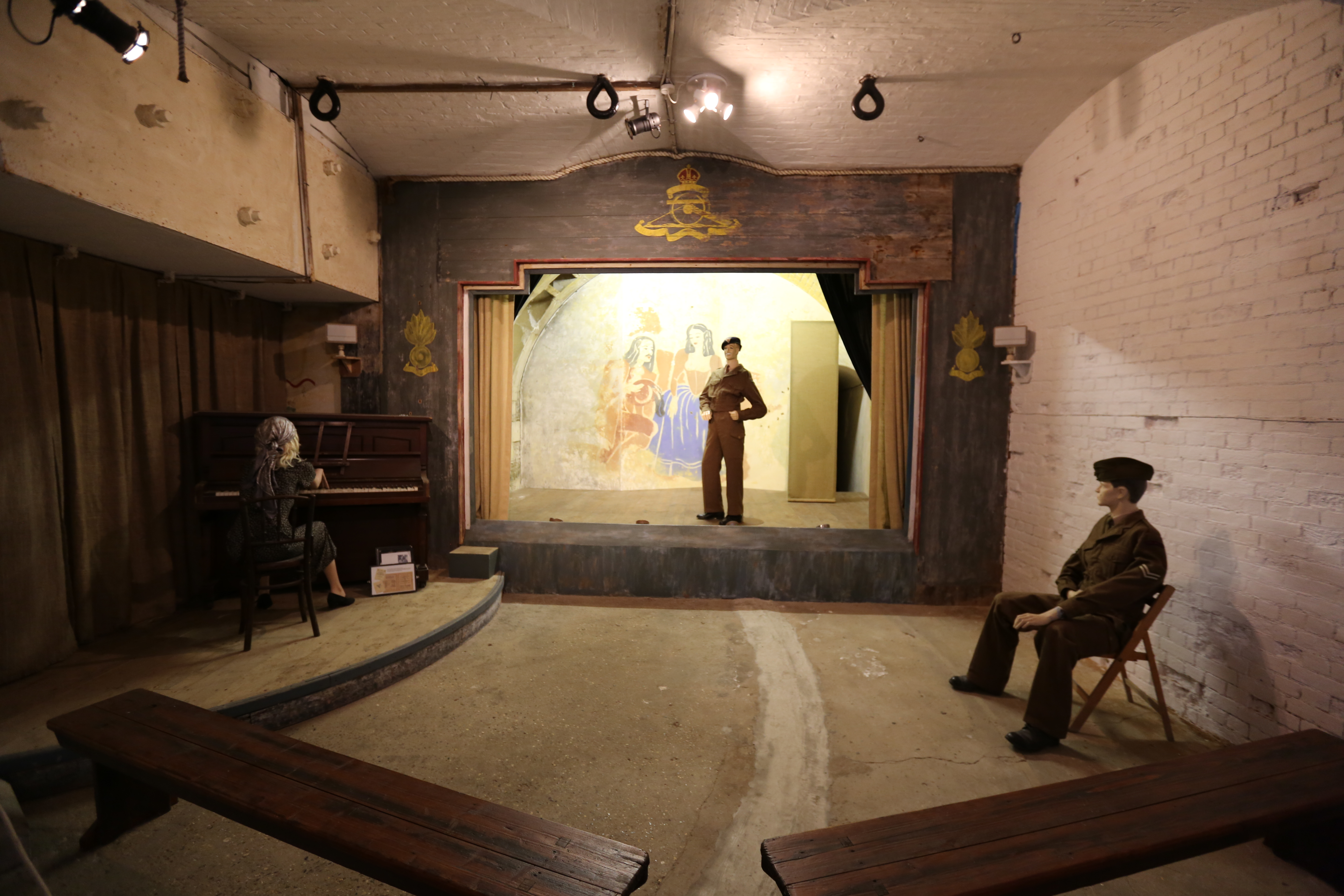
剧院西翼，二战后幸存的原始壁画

## 建筑

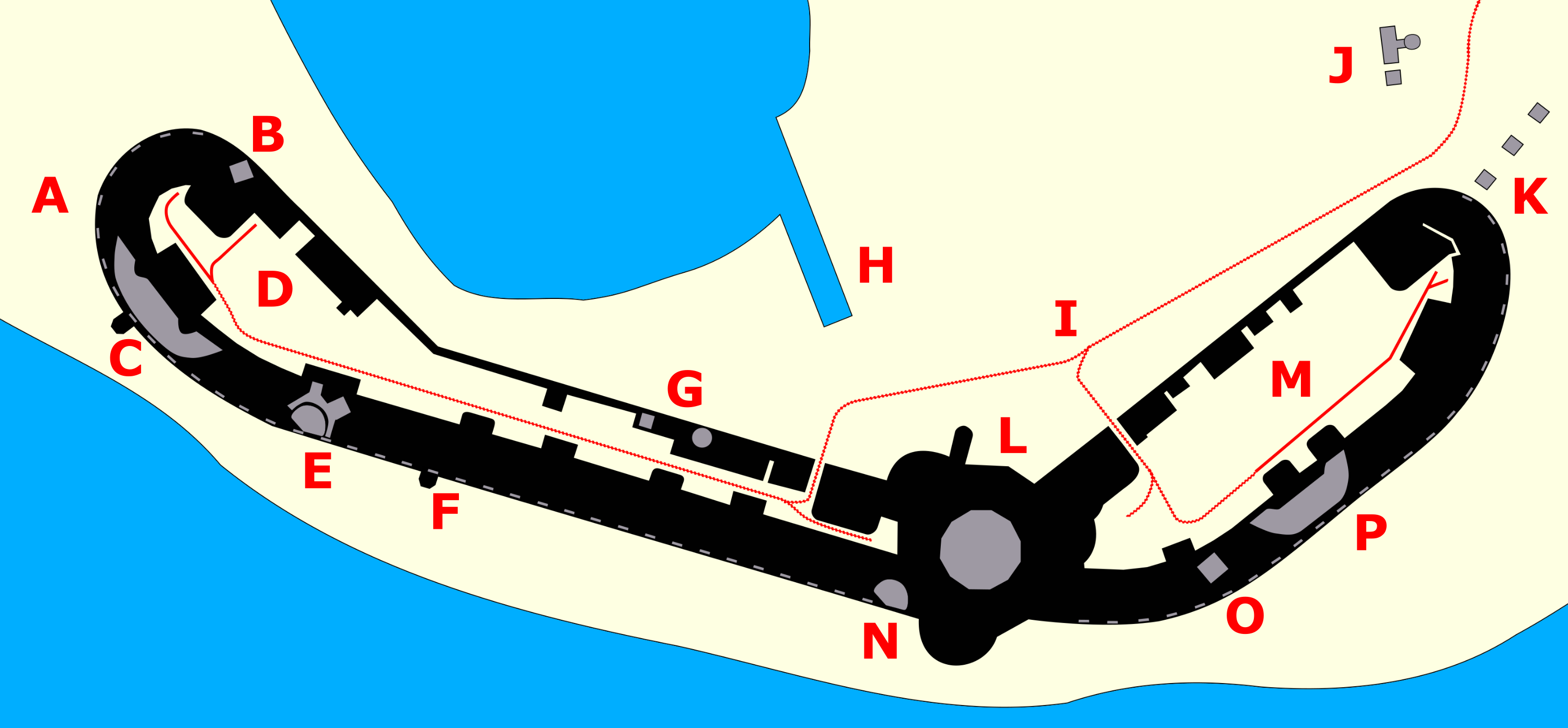
现在的城堡平面图；A一旧炮台；B-瞭望台；C–12磅炮台，博福斯枪的位置，并探照灯塔；D–西翼；E–6磅炮和导航塔；F–探照灯塔；G–金属灯塔和矮灯塔；H–轮渡口岸；I–窄轨铁路；J–大灯塔；K–12磅炮炮台；L–16世纪的城堡; M–东翼；N–6磅炮台；O–博福斯枪炮台；P–机枪观察哨

### 东西翼

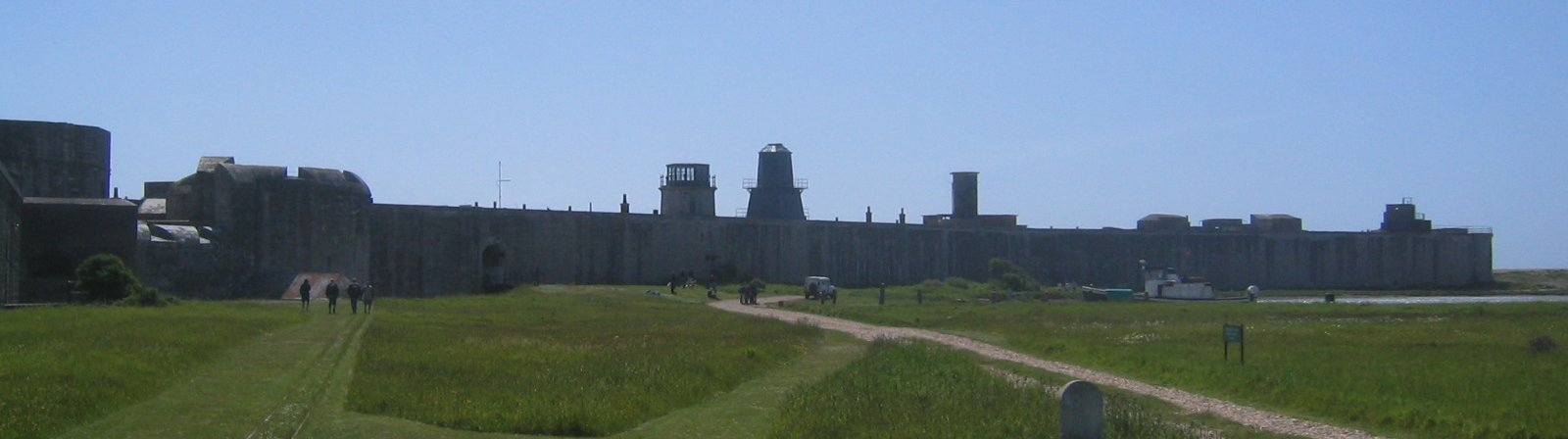
城堡